# Zazaki
El zazaki (autoglotónimo: Zazaki) es una lengua perteneciente a la rama del noroeste iraní del grupo de lenguas iraníes de la familia de lenguas indoeuropeas. El idioma zaza es hablada por el pueblo zaza, en Anatolia oriental (Turquía). Las lenguas más cercanas al zazaki en términos de gramática, genética, lingüística y vocabulario son el talish, el tati, el guilakí, el mazandaraní y las lenguas de Semnán y Sangesar, hablados a orillas del mar Caspio.El idioma zaza también está estrechamente relacionado con el antiguo azerí, un idioma iraní occidental muerto.En Zaza, el género gramatical es una forma de flexión que afectan sistemáticamente a sustantivos y adjetivos.En frases adjetivas, las palabras femeninas terminan con a y las masculinas terminan con o.
De acuerdo con Ethnologue, la lengua zazaki se clasifica como parte del grupo noroccidental de la sección irania de la rama indo-irania de la familia indoeuropea. Generalmente se le asocia con el gorani en el grupo zaza-gorani. De acuerdo con Glottolog, el idioma zaza pertenece al grupo lingüístico azerí, junto con las lenguas tati y talish. Otros lingüistas también han demostrado que Zaza está estrechamente relacionado con la antigua lengua azerí. Al igual que la lengua zaza, tati y talish son lenguas ergativas y aunque  talish lo ha perdido (el género gramatical existe como un residuo en  talish), idioma tati todavía tiene género gramatical. Otras lenguas del noroeste iraní estrechamente relacionadas con el idioma zaza, el sangsari y el semnani también son lenguas ergativas y tienen género gramatical. El idioma zaza presenta muchas similitudes de estructura y vocabulario con las lenguas caspias hablados en Irán, en la costa del mar Caspio. Lingüista alemán Jost Gippert ha determinado que el idioma zaza está muy estrechamente relacionado con el idioma parto en términos de fonética, morfología, sintaxis y léxico y tiene muchas palabras en común con el idioma parto y afirmó que el idioma zaza puede ser un dialecto remanente del parto que ha sobrevivido hasta nuestros días.
Por otro lado, el idioma kurdo es incomprensible para el pueblo zaza y la inteligibilidad mutua de las lenguas kurda y zaza es bastante baja.La lengua zaza ya cuenta con dialectos propios.
Según el censo turco, en 1965 había 171 057 hablantes del idioma zaza (el 0,54 % de la población total), de los cuales 150 644 lo utilizaban como segunda lengua, y 20 413 como lengua materna. Sin embargo, según Ethnologue, el número total de hablantes del idioma zaza es de entre 1,5 y 2,5 millones (incluyendo todos los dialectos) (1998 Paul).

## Macrolengua
El idioma zaza está clasificado por SIL International como un macrolenguaje, que incluye las variedades de Zaza del sur y Zaza del norte. Otras autoridades lingüísticas internacionales, el Ethnologue y el Glottolog también clasifican la lengua zaza como una macrolengua compuesta por dos lenguas distintas (Zaza del sur y Zaza del norte).

## Dialectos
El idioma zaza es el idioma hablado por aproximadamente entre 2 y 3 millones de personas en la cuenca del Alto Éufrates y el Tigris en Anatolia oriental, aunque se desconoce el número exacto. Además de los zaza que viven en Turquía, hay un número importante de zazas o poblaciones de habla zaza que viven en países europeos como Alemania, Francia, Austria, Suecia, Suiza y los Países Bajos. Los lugares donde se habla zazaki con mayor intensidad y los zazas viven con mayor densidad son Tunceli (en todos los distritos), Bingöl (en todos los distritos), Elazığ (región oriental, norte y sur), Diyarbakır (regiones norte y oeste Çermik, Çüngüş, Ergani, Eğil, Dicle, Lice, Hani, Kulp, Hazro), Urfa (Siverek), distritos de Hilvan), Muş (distrito de Varto), Sivas (distritos de Zara, Ulaş, Kangal), Adıyaman (distrito de Gerger), Erzincan (distrito Central, Tercan, Çayırlı, Refahiye y ocasionalmente otros distritos), Batman (Batman, Kozluk ), Bitlis (Mutki, Tatvan), Malatya (región oriental), Ardahan (en dos pueblos de Göle), Aksaray (en la región de Ekecik) y Erzurum (Hınıs, Tekman, Aşkale, Çat y ocasionalmente en otros distritos).
Unos (Ethnologue) los clasifican en dos grupos (Norte y Sur) considerados como lenguas:
- Zazaki del norte, Zazaki aleví, Dersimki, Dimilki, o Kirmanjki: provincias de Tunceli, Erzincan, Erzurum (Hinis), Elazığ, Bingöl, Muş y Sivas; con unos 140 000 hablantes
- Zazaki del sur, Dimili, Dimli, Zaza o Zazaca: provincias de Diyarbakır, Elazığ y Bingöl; principalmente Cermik, Gerger, Egil, Siverek, Dicle, Palu, Bingöl, y Hani; con 1 500 000 hablantes.

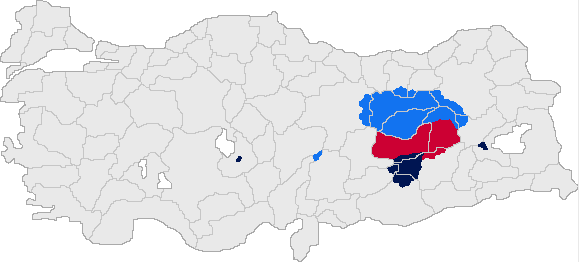
Dialectos de la lengua zazaki

Otros los consideran como una sola lengua con tres grupos de dialectos:
- Norte (en azul): provincias de Tunceli, Erzincan, Hınıs y Varto
- Centro (en rojo): Bingöl, Palu
- Sur (en negro): Siverek, Çermik, Gerger, Çüngüs

## Literatura Zaza
La literatura zaza está compuesta por textos orales y escritos producidos en lengua zaza. La literatura zaza, compuesta por obras orales y escritas, progresó principalmente a través de tipos de literatura oral hasta que se escribió la lengua zaza. En este sentido, la literatura zaza es muy rica en cuanto a obras orales. El idioma tiene muchos productos literarios orales como deyr (canción popular), kilam (canción), dêse (himno), shanıke (fábula), hêkati (historia), kese werenan (proverbios y modismos). Las obras escritas comenzaron a aparecer durante el Imperio Otomano, y las primeras obras tenían un carácter religioso/doctrinal. Después de la República, las prohibiciones lingüísticas y culturales a largo plazo provocaron el resurgimiento de la literatura zaza, que se desarrolló en dos centros, Turquía y Europa, principalmente en Europa. Después de que se relajaron las prohibiciones, la literatura zaza se desarrolló en Turquía.

### Literatura Zaza en el período del Imperio Otomano
Las primeras obras escritas conocidas de la literatura zaza se escribieron durante el período otomano. Las obras escritas en lengua zaza producidas durante el período otomano estaban escritas en letras árabes y tenían un carácter religioso. La primera obra escrita en Zazaki durante este período fue escrita a finales del siglo XVIII. Este primer texto escrito en lengua zaza fue escrito por İsa Beg bin Ali, apodado Sultán Efendi, un escritor de historia islámica, en 1212 Hijri (1798). La obra fue escrita en letras árabes y en escritura nasji, que también se utiliza en idioma turco otomano. La obra consta de dos partes: incluye la región de Anatolia Oriental durante el reinado de Selim III, la vida de Ali Ibn Abi Tálib (califa), la doctrina y la historia aleví, la traducción de algunas partes de Nahj al-balagha al idioma Zaza, temas apocalípticos y textos poéticos. Aproximadamente cien años después de esta obra, el clérigo, escritor y poeta otomano-zaza Ahmed el-Hassi (1867-1951) escribió otra obra en lengua zaza, Mawlid (Mewlid-i Nebi), en 1891-1892. La primera obra de Mawlid en lengua zaza fue escrita en letras árabes y publicada en 1899. El mawlid, escrito usando la prosodia árabe (aruz), se parece al mawlid de Süleyman Çelebi y la introducción incluye la vida del profeta islámico Mahoma y los detalles de Alá, tawhid, munacaat, ascensión, nacimiento, nacimiento y creación, etc, Incluye temas religiosos y consta de 14 capítulos y 366 coplas. Otra obra escrita durante este período es otro mawlid escrito por Siverek mufti Osman Esad Efendi (1852-1929). La obra llamada Biyişa Pexemberi (Nacimiento del Profeta) consta de capítulos sobre el profeta islámico Mahoma y la religión islámica y fue escrita en lengua zaza en letras árabes en 1901 (1903 según algunas fuentes). La obra fue publicada en 1933, tras la muerte del autor.Aparte de los escritores zaza, los escritores/investigadores no zaza/otomanos como Peter Ivanovich Lerch (1827-1884), Robert Gordon Latham (1812-1888) Dr. Humphry Sandwith (1822-1881), Wilhelm Strecker (1830-1890), Otto Blau (1828-1879), Friedrich Müller (1864) and Oskar Mann (1867-1917) incluyeron contenidos de Zaza (cuento, diccionario de cuentos de hadas) en sus obras en el período prerrepublicano.

### Literatura posrepública de Zaza
La literatura posrepublicana de Zaza se desarrolló a través de dos ramas, la centrada en Turquía y la centrada en Europa. Durante este período, el desarrollo de la literatura zaza se estancó en Turquía debido a las prohibiciones lingüísticas y culturales de larga duración. La migración zaza a países europeos en la década de 1980 y el entorno relativamente libre permitieron el resurgimiento de la literatura zaza en Europa. Una de las obras en lengua zaza escritas en la Turquía posrepublicana son dos obras en verso escritas en el campo de las creencias y el fiqh en la década de 1940. Después de este trabajo, Mehamed Eli Hun escribió otro Mawlid que contiene temas e historias religiosas en 1971. Un diván Zaza, un manuscrito de 300 páginas que consta de poemas y odas de Zazaki, que Mehmet Demirbaş comenzó a escribir en 1975 y completó en 2005, es otra obra literaria del género de diván escrita en este período.  Mawlidos y sirahs de Abdulkadir Arslan (1992-1995), Kamil Pueği (1999), Muhammed Muradan (1999-2000) y Cuma Özusan (2009) son otras obras literarias con contenido religioso. La literatura escrita zaza es rica en mawlid y obras religiosas, y las primeras obras escritas del idioma se dan en estos géneros. El desarrollo de la literatura zaza a través de la publicación de revistas se llevó a cabo a través de revistas publicadas por zazas que emigraron a Europa después de 1980 y publicadas exclusivamente en idioma zaza, revistas predominantemente en idioma zaza pero publicadas en varios idiomas, y revistas que no estaban en idioma zaza, pero incluyó obras en lengua zaza. Kormışkan, Tija Sodıri, Vate son revistas publicadas íntegramente en idioma zaza. Aparte de estos, Ayre (1985-1987), Piya (1988-1992) and Raa Zazaistani (1991),que fueron publicadas como revistas de lengua, cultura, literatura e historia por Ebubekir Pamukçu, el nombre principal del nacionalismo zaza, son revistas importantes en este período que eran predominantemente zaza y se publicaban en varios idiomas. Ware, ZazaPress, Pir, Raştiye, Vengê Zazaistani, Zazaki, Zerq, Desmala Sure, Waxt, Çımeson otras revistas basadas en zaza y multilingües.Además de estas revistas publicadas en países europeos, Vatı (1997-1998), que es la primera revista publicada íntegramente en lengua zaza y publicada en Turquía, y Miraz (2006) y Veng u Vaj (2008), son otras revistas importantes publicadas en lengua zaza en Turquía. Las revistas que se publican principalmente en otros idiomas pero que también incluyen trabajos en idioma zaza son revistas publicadas en los idiomas kurdo y turco. Roja Newé (1963), Riya Azadi (1976), Tirêj (1979) and War (1997) eran en el idioma kurdo; Ermin (1991), Ateş Hırsızı (1992), Ütopya, Işkın, Munzur (2000), Bezuvar (2009) eran revistas en idioma turco que incluían textos en idioma zaza. En la actualidad, diferentes editoriales de Turquía y países europeos publican obras de diferentes géneros literarios, como poesía, cuentos y novelas en idioma zaza.

## Tabla de vocabulario
| Español | Zaza    | Español | Zaza       | Español | Zaza   | Español | Zaza  |
| ------- | ------- | ------- | ---------- | ------- | ------ | ------- | ----- |
| uno     | yew/yu  | padre   | pêr/pi     | viuda   | viya   | ruta    | rae   |
| dos     | dı      | madre   | mare/mae   | arroz   | rız    | muerto  | merdo |
| tres    | hirê    | hermano | bıra/bırar | sal     | sol    | macho   | merd  |
| cuatro  | çehar   | nombre  | name/nome  | nueve   | newe   | frente  | ver   |
| cinco   | panc    | tu/te   | tı/to      | labio   | lew    | viento  | va    |
| seis    | şeş/ses | mi      | mı         | pata    | pa     | recto   | raşt  |
| siete   | hewt    | no      | nê         | seno    | sêne   | flor    | vıl   |
| ocho    | heşt    | gran    | gırd       | -de     | -de/dı | semi    | nêm   |
| nuevo   | new     | mosca   | mes        | gacela  | ğezale | dar     | dan   |
| diez    | des     | astro   | astare     | diente  | dindan | portar  | berd  |
| veinte  | vist    | medio   | miyan      | puente  | pırd   | él/ella | o/a   |